# Linia kolejowa nr 431
Linia kolejowa nr 431 – zelektryfikowana, jednotorowa, pierwszorzędna linia kolejowa łącząca stację Police ze stacją towarową Police Chemia. Linia służy wyłącznie przewozowi towarów do pobliskich Zakładów Chemicznych Police.